# Nickelodeon Kids’ Choice Awards 2024
37. gala Nickelodeon Kids’ Choice Awards odbędzie się 13 lipca 2024 na amerykańskim Nickelodeon. Galę poprowadzą SpongeBob (Tom Kenny) oraz Patryk Rozgwiazda (Bill Fagerbakke) – bohaterowie z serialu SpongeBob Kanciastoporty, w którym w tym roku będzie obchodzić 25-lecie. Będzie to pierwsza ceremonia, w którym będą uczęszczać wirtualni prowadzący oraz pierwsza gala, która odbędzie się w lipcu zamiast w marcu lub w kwietniu. Gala po raz jedenasty była transmitowana na kanale Nickelodeon Polska, TeenNick Polska oraz MTV Polska, a transmisja odbyła się w niedzielę 17 lipca 2024.

## Prowadzący
- Tom Kenny jako SpongeBob Kanciastoporty[2]
- Bill Fagerbakke jako Patryk Rozgwiazda[3]

## Nominacje
Nominacje zostały oficjalnie potwierdzone 4 czerwca 2024.

### Film
| - Aquaman i Zaginione Królestwo - Barbie - Pogromcy duchów: Imperium lodu - Strażnicy Galaktyki vol. 3 - Mała Syrenka - Marvels - Monster High 2: Film - Transformers: Przebudzenie bestii - Wonka - Adam Sandler jako Danny Friedman z filmu Nie jesteś zaproszona na moją bat micwę - Chris Pratt jako Peter Quill / Star Lord z filmu Strażnicy Galaktyki vol. 3 - Jason Momoa jako Arthur Curry / Aquaman z filmu Aquaman i Zaginione Królestwo - John Cena jako Jakob Toretto z filmu Szybcy i wściekli 10 - Paul Rudd jako Gary Grooberson z filmu Pogromcy duchów: Imperium lodu - Ryan Gosling jako Ken z filmu Barbie - Ryan Reyonlds jako Cal z filmu Istoty fantastyczne - Timothée Chalamet jako Wonka z filmu Wonka - America Ferrera jako Gloria z filmu Barbie - Brie Larson jako Carol Danvers / Kapitan Marvel z filmu Marvels - Halle Bailey jako Ariel z filmu Mała Syrenka - Jennifer Garner jako Jess z filmu Family Switch - Margot Robbie jako Barbie z filmu Barbie - Melissa McCarthy jako Urszula z filmu Mała Syrenka - Zendaya jako Chani z filmu Diuna: Część druga - Zoe Saldaña jako Gamora z filmu Strażnicy Galaktyki vol. 3 - Między nami żywiołami - Kung Fu Panda 4 - Psi patrol: Wielki film - Spider-Man: Poprzez multiwersum - Wojownicze Żółwie Ninja: Zmutowany chaos - Garfield - Super Mario Bros. Film - Trolle 3 | - Adam Sandler jako Leo z filmu Leo - Brady Noon jako Raphael z filmu Wojownicze Żółwie Ninja: Zmutowany chaos - Chris Pratt jako Mario z filmu Super Mario Bros. Film - Jack Black jako Bowser z filmu Super Mario Bros. Film - Jack Black jako Po z filmu Kung Fu Panda 4 - Jackie Chan jako Splinter z filmu Wojownicze Żółwie Ninja: Zmutowany chaos - Justin Timberlake jako Branch z filmu Trolle 3 - Shameik Moore jako Miles Morales z filmu Spider-Man: Poprzez multiwersum - Anna Kendrick jako Poppy z filmu Trolle 3 - Anya Taylor-Joy jako Peach z filmu Super Mario Bros. Film - Ariana DeBose jako Asha z filmu Życzenie - Awkwafina jako Zhen z filmu Kung Fu Panda 4 - Ayo Edebiri jako April O’Neil z filmu Wojownicze Żółwie Ninja: Zmutowany chaos - Hailee Steinfeld jako Gwen Stacy z filmu Spider-Man: Poprzez multiwersum - Kristen Bell jako Janet z filmu Psi patrol: Wielki film - McKenna Grace jako Skye z filmu Psi patrol: Wielki film - Amy Schumer jako Velvet z filmu Trolle 3 - Austin Butler jako Feyd-Rautha Harkonnen z filmu Diuna: Część druga - Jack Black jako Bowser z filmu Super Mario Bros. Film - Keegan-Michael Key jako szef policji z filmu Wonka - Melissa McCarthy jako Urszula z filmu Mała Syrenka - Reneé Rapp jako Regina George z filmu Wredne dziewczyny |

### Telewizja
| - Niebezpieczny oddział - High School Musical: Serial - The Muppets Mayhem - Percy Jackson i bogowie olimpijscy - Raven na chacie - Young Dylan - Power Rangers Cosmic Fury - Abbott Elementary - Awatar: Ostatni władca wiatru - Gęsia skórka - iCarly - Harmidom w realu - Loki - Młody Sheldon - Simpsonowie | - Chance Perez jako Javi Garcia /Czarny Ranger z serialu Power Rangers Cosmic Fury - Jahzir Bruno jako Cezary Młodowski z serialu Harmidom w realu - Gordon Cormier jako Aang z serialu Awatar: Ostatni władca wiatru - Iain Armitage jako Sheldon Cooper z serialu Młody Sheldon - Jerry Trainor jako Spencer Shay z serialu iCarly - Justin Long jako Nathan Bratt z serialu Gęsia skórka - Tom Hiddleston jako Loki z serialu Loki - Wolfgang Schaeffer jako Hirek Harmidomski z serialu Harmidom w realu - Zack Morris jako Isaiah Howard z serialu Gęsia skórka - Joshua Bassett jako Ricky z serialu High School Musical: Serial - Walker Scobell jako Percy Jackson z serialu Percy Jackson i bogowie olimpijscy - Young Dylan jako Young Dylan z serialu Young Dylan - Hunter Deno jako Amelia Jones / Czerwona Rangerka z serialu Power Rangers Cosmic Fury - Janelle James jako Ava Coleman z serialu Abbott Elementary - Laci Mosley jako Harper z serialu iCarly - Miranda Cosgrove jako Carly Shay z serialu iCarly - Peyton List jako Maddie Nears z serialu School Spirits - Quinta Brunson jako Janine Teagues z serialu Abbott Elementary - Rosario Dawson jako Ahsoka Tano z serialu Ahsoka - Tessa Rao jako Izzy Garcia / Zielona Rangerka z serialu Power Rangers Cosmic Fury - Lilly Singh jako Nora Singh z serialu The Muppets Mayhem - Olivia Rodrigo jako Nini z serialu High School Musical: Serial - Raven-Symoné jako Raven Baxter z serialu Raven na chacie - Sofia Wylie jako Gina z serialu High School Musical: Serial - America’s Funniest Home Videos - America’s Got Talent - American Ninja Warrior - Is It Cake? - Kids Baking Championship - Lego Masters - Greenowie w wielkim mieście - Monster High - SpongeBob Kanciastoporty - Młodzi Tytani: Akcja! - Harmidom |

### Muzyka
| - Black Eyed Peas - Coldplay - Imagine Dragons - Jonas Brothers - Maroon 5 - *NSYNC - Bad Bunny - Drake - Ed Sheeran - Justin Timberlake - Post Malone - Travis Scott - Usher - The Weeknd - Ariana Grande - Beyoncé - Billie Eilish - Cardi B - Miley Cyrus - Olivia Rodrigo - Selena Gomez - Taylor Swift - „Dance the Night” – Dua Lipa - „Fast Car” – Luke Combs - „Flowers” – Miley Cyrus - „Paint The Town Red” – Doja Cat - „Selfish” – Justin Timberlake - „Texas Hold ’Em” – Beyoncé - „The World Is Blind” – Abu - „What Was I Made For?” – Billie Eilish - „Yes, And?” – Ariana Grande - Barbie: The Album - Cowboy Carter – Beyoncé - Endless Summer Vacation – Miley Cyrus - Guts – Olivia Rodrigo - The Tortured Poets Department – Taylor Swift - Whitsitt Chapel – Jelly Roll - Coco Jones - Ice Spice - Jelly Roll - Reneé Rapp - Tate McRae - Teddy Swims - Tyla - Victoria Monét | - „All My Life” – Lil Durk i J. Cole - „Baby Don’t Hurt Me” – David Guetta, Anne-Marie i Coi Leray - „Barbie World” – Nicki Minaj i Ice Spice wraz z zespołem Aqua - „Doctor (Work It Out)” – Pharrell Williams z udziałem Miley Cyrus - „Fortnight” – Taylor Swift z udziałem Post Malone’a - „Karma (Remix)” – Taylor Swift i Ice Spice - „Supposed to Be Loved” – DJ Khaled z udziałem Lil Baby, Future i Lil Uzi Verta - „Wild Ones” – Jessie Murph i Jelly Roll - Addison Rae - Bella Poarch - David Kushner - Djo - Madison Beer - Paul Russell - Tyla (Afryka) - Blackpink (Azja) - Troye Sivan (Australia / Nowa Zelandia) - Zara Larsson (Europa) - Karol G (Ameryka Łacińska) - Taylor Swift (Ameryka Północna) - Dua Lipa (Wielka Brytania) - Bad Bunny – Most Wanted Tour - Beyoncé – Renaissance World Tour - Blackpink – Born Pink World Tour - Olivia Rodrigo – Guts World Tour - Sabrina Carpenter – Emails I Can’t Send Tour - Taylor Swift – The Eras Tour - „Beautiful Things” – Benson Boone - „Daylight” – David Kushner - „Espresso” – Sabrina Carpenter - „Greedy” – Tate McRae - „Lil Boo Thang” – Paul Russell - „Water” – Tyla |

### Sport
| - Cristiano Ronaldo - LeBron James - Lionel Messi - Patrick Mahomes - Stephen Curry - Travis Kelce | - Alex Morgan - Caitlin Clark - Coco Gauff - Sha’Carri Richardson - Simone Biles - Venus Williams |

### Pozostałe kategorie
| - Dhar Mann - Mark Rober - Markiplier - MrBeast - Ryan’s World - Spencer X - Charli D’Amelio - Dixie D’Amelio - Emma Chamberlain - Hannah Stocking - Kids Diana Show - Lexi Rivera - The Beverly Halls - FGTeeV - The Herberts - Jordan Matter/Salish Matter - Ninja Kidz - Royalty Family | - Aphmau - Kai Cenat - Ninja - PrestonPlayz - TheBoyDilly - Unspeakable - Just Dance 2024 - Madden NFL 24 - Minecraft - Roblox - Super Mario Bros. Wonder - The Legend of Zelda: Tears of the Kingdom |